# 키아라 마스트로이안니
키아라 마스트로이안니(Chiara Mastroianni, 1972년 8월 28일 ~ )는 프랑스의 배우이다. 배우 마르첼로 마스트로이안니와 배우 카트린 드뇌브의 딸이다. 《마법에 빠졌어요》(2019)로 2019년 칸 영화제 주목할 만한 시선 연기상을 받았으며 제45회 세자르상 여우주연상 후보에도 올랐다.

## 출연 작품
- 내가 좋아하는 계절 (1993, Ma saison préférée)
- 패션쇼 (1994)
- 어디에도 없는 영화 (1997)
- 잃어버린 시간을 찾아서: 되찾은 시간 (1999)
- 식스팩 (2000)
- 페르세폴리스 (2007)
- 러브 송 (2007)
- 크리스마스 이야기 (2008)
- 아름다운 연인들 (2008)
- 어느 예술가의 마지막 일주일 (2011)
- 비러브드 (2011)
- 아메리카노 (2011)
- 나폴레옹 토레스 전투 (2012)
- 돌이킬 수 없는 (2013)
- 나쁜 사랑 (2014)
- 마법에 빠졌어요 (2019)
- 그, 그리고 그들의 아이들 (2022)